# Mary Hawton
Mary Renetta Hawton (Sydney, 4 de setembro de 1924 – 18 de janeiro de 1981) foi uma tenista australiana. Ela ganhou cinco torneios de duplas do Australian Open. 